# Ponte della Libertà
Il ponte della Libertà è un ponte ferroviario e stradale lungo 3 850 metri che collega il centro storico di Venezia con la terraferma.
Costituisce l'unica via d'accesso per il traffico veicolare a piazzale Roma e all'isola del Tronchetto.

## Storia
Il "Ponte della Libertà" che congiunge Venezia alla terraferma è costituito da due ponti affiancati realizzati in epoche differenti: il ponte ferroviario detto "gran ponte della laguna veneta", inaugurato l'11 gennaio 1846 quale parte della Ferrovia Ferdinandea Milano-Venezia (poi raddoppiato in larghezza intorno al 1970 per portare i binari da 2 a 4), e quello stradale, inaugurato il 25 aprile 1933 "Ponte Littorio".
Il ponte venne ribattezzato con il nome attuale nel 1946, dopo la seconda guerra mondiale, che in Italia aveva portato alla caduta della dittatura fascista, eventi a seguito dei quali venne portata avanti una politica di rimozione dei richiami al fascismo nei nomi dei luoghi pubblici; la scelta di tale nome può poi ricondursi alla nuova legge istituita il 22 aprile dello stesso anno dall'allora luogotenente Umberto II di Savoia, che ha reso giorno di festività nazionale il 25 aprile (data che per Venezia era festiva già da prima del fascismo e della guerra, in quanto si tratta della ricorrenza di San Marco evangelista, santo protettore della città), anniversario della liberazione d'Italia dall'occupazione nazista.

### Il ponte ferroviario
L'idea di unire Venezia alla terraferma fu esposta nel 1823 da Luigi Casarini, mentre risalgono al 1830 i primi progetti moderni per la realizzazione di un ponte di collegamento tra il centro storico di Venezia e la terraferma, anche se i primi studi del progetto dell'attuale ponte ferroviario furono compiuti nel dicembre 1836 dall'ingegnere Tommaso Meduna, con qualche modifica apportata dagli ingegneri Giovanni Milani e Luigi Duodo. I lavori vennero affidati all'imprenditore Antonio Busetto-Petich il 7 aprile 1841, previo versamento di una fidejussione di trecentomila lire austriache, a garanzia della corretta esecuzione del contratto, da concludersi entro quattro anni e mezzo. La realizzazione dell'opera prevedeva anche la posa di un nuovo acquedotto, che portava l'acqua del fiume Sile fino al centro di Venezia, per risolvere definitivamente i problemi di approvvigionamento idrico della città.

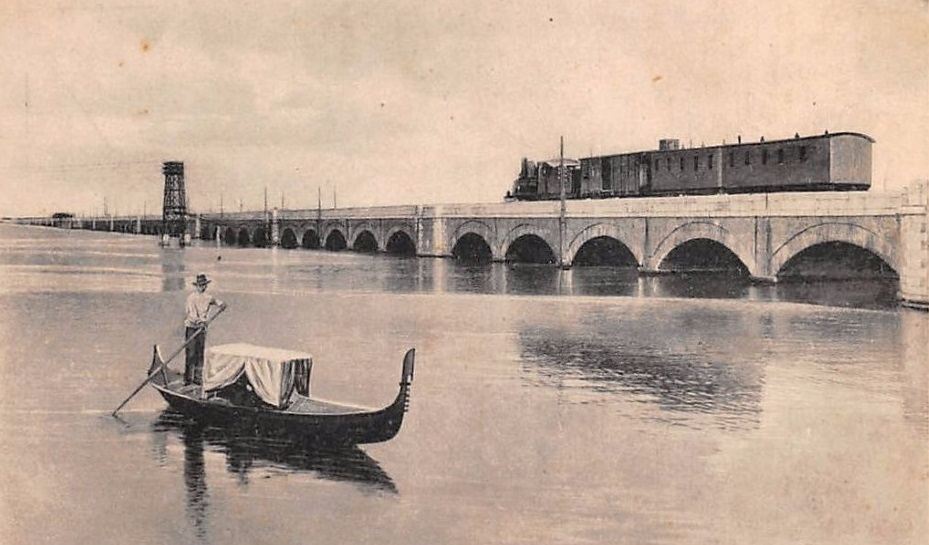
Ponte ferroviario sulla Laguna in un'immagine storica

Il 25 aprile 1841 si tenne, dal lato della terraferma, la cerimonia della prima pietra, che venne benedetta dal Patriarca di Venezia e posata, insieme con due monete d'oro, dal Viceré del Regno Lombardo-Veneto, l'arciduca Ranieri Giuseppe d'Asburgo-Lorena. A seguito di variazioni del progetto, il punto di inizio del ponte risultò spostato di circa 30 metri rispetto a quello di posa della prima pietra.
I lavori di costruzione del ponte, che comportarono la fissazione di 75 000 pali di pilotaggio e 222 arcate in muratura, iniziarono ufficialmente il 10 maggio 1841 e vennero conclusi il 27 ottobre 1845; in seguito si procedette all'attrezzaggio ferroviario di due binari. Il 4 gennaio 1846 venne effettuato il primo viaggio ferroviario di prova, mentre l'inaugurazione ufficiale del "gran ponte della laguna veneta" avvenne il giorno 11 gennaio 1846. Il 14 gennaio partì il primo treno dalla stazione di Santa Lucia a Venezia.
Nel giugno 1849, in occasione dell'assedio austriaco a Venezia, il ponte della laguna fu luogo di duri scontri presso la batteria di Sant'Antonio. In memoria dei caduti venne realizzato un monumento con due cannoni dell'epoca, tuttora presenti.
Alle 23:50 circa dell'8 ottobre 1920 il treno diretto 184, partito da Venezia e diretto a Milano, si fermò accidentalmente sul ponte poco prima dell'arrivo in Mestre, in modo non immediatamente rilevabile dai sistemi di quei tempi, e venne tamponato in coda dal treno direttissimo 619 Trieste-Venezia-Roma, partito da Venezia in direzione Roma dieci minuti dopo il diretto 184; nell'incidente ferroviario morirono 25 persone e oltre 30 furono i feriti.
Negli anni 1970 i binari del ponte ferroviario vennero raddoppiati, passando da due agli attuali quattro.

### Il ponte stradale

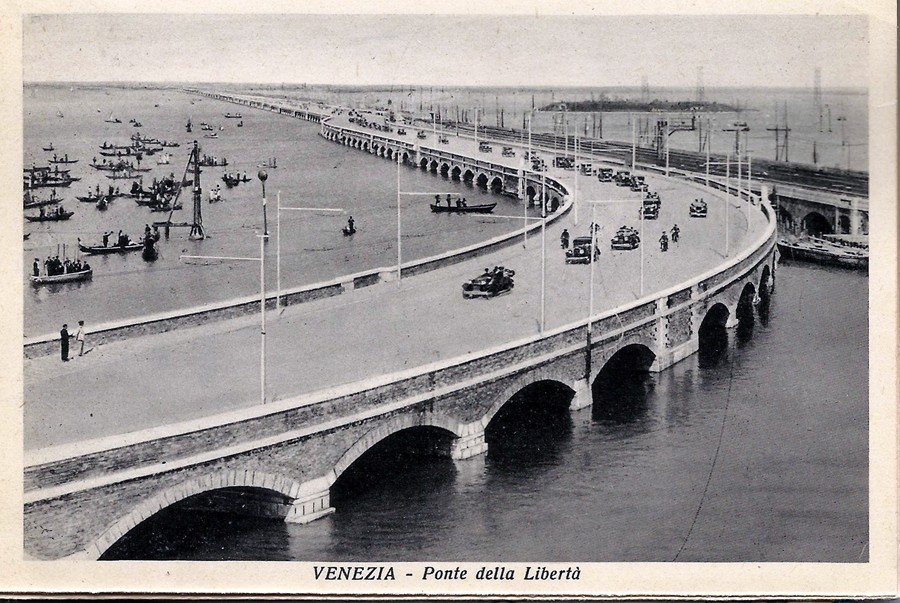
1933 - Inaugurazione dell'allora Ponte Littorio a Venezia

Il ponte stradale sulla laguna Veneta, oggi chiamato "ponte della Libertà", venne progettato nel 1931 dell'ingegnere Eugenio Miozzi, che lo pensò affiancato al preesistente ponte ferroviario; tale progetto riprese quello dell'ingegner Vittorio Umberto Fantucci, con ovvie e opportune modifiche e rimaneggiamenti. La costruzione, larga 22 metri, fu realizzata dalla Ferrobeton in cemento armato e pietra con grande rapidità, in soli 18 mesi.

Il Ponte della Libertà, visto dalla laguna

Venne inaugurato nell'anno 1933 con il nome di "ponte Littorio", dal principe Umberto di Savoia insieme con la consorte Maria José del Belgio, nel giorno della festa di san Marco, tradizionale festività veneziana del 25 aprile, alla presenza del dittatore fascista Benito Mussolini, capo del Governo italiano all'epoca.
Dal punto di vista dell'odierna rete stradale italiana, il ponte rientra nel tratto finale della SR 11 Padana Superiore ed è gestito da Veneto Strade. È costituito da due corsie per senso di marcia, affiancate da due larghi marciapiedi con funzione anche di pista ciclabile; l'ultimo tratto dalla parte di Venezia presenta un solo marciapiede (manca quello del lato ferrovia), in quanto la carreggiata in direzione Venezia diventa a tre corsie, con una corsia riservata al trasporto pubblico. Dal 2016 la pista ciclabile continua su una passerella a sbalzo affiancata al ponte. La sede stradale ospita inoltre i binari della linea tranviaria, che collega Venezia a Favaro Veneto.